# 부산중앙고등학교
부산중앙고등학교(釜山中央高等學校)는 대한민국 부산광역시 남구 대연동에 위치한 공립 고등학교이다.

## 학교 연혁
- 1972년 12월 26일 : 부산중앙고등학교 설립 인가
- 1973년 3월 1일 : 초대 주상우 교장 취임
- 1973년 3월 6일 : 개교 및 제1회 입학식
- 2010년 2월 22일 : 자율형공립고 지정(2011~2020학년도)
- 2021년 7월 5일 : 그린스마트 미래학교 선정
- 2024년 9월 30일 : 체육관 리모델링 공사 완료
- 2024년 12월 18일 : 공간재구조화(구 그린스마트 스쿨) 공사 완료
- 2025년 1월 10일 : 제50회 졸업식(143명, 누계 22,292명)
- 2025년 3월 1일 : 제22대 김미래 교장 취임
- 2025년 3월 4일 : 제53회 입학식(7학급 127명)

## 참고 자료
- 부산중앙고등학교 - 한국교육학술정보원 학교알리미